# Portici di Castel Goffredo
I portici di Castel Goffredo sono una struttura architettonica di Castel Goffredo, in provincia di Mantova.

## Storia
Si affacciano sulla rinascimentale Piazza Mazzini (già Piazza dell'Olmo) e fanno parte del centro storico della città. Occupano il lato meridionale di Piazza Mazzini e via Roma e su di essi si affacciano i negozi dei commercianti.
Vennero realizzati nella seconda metà del Quattrocento sotto la signoria di Ludovico Gonzaga, vescovo di Mantova, che provvide anche ad opere di miglioramento del suo palazzo, che occupa tutto il fronte settentrionale della piazza. Nel 1838 vennero selciati con pietra arenaria di Sarnico.

## Galleria d'immagini

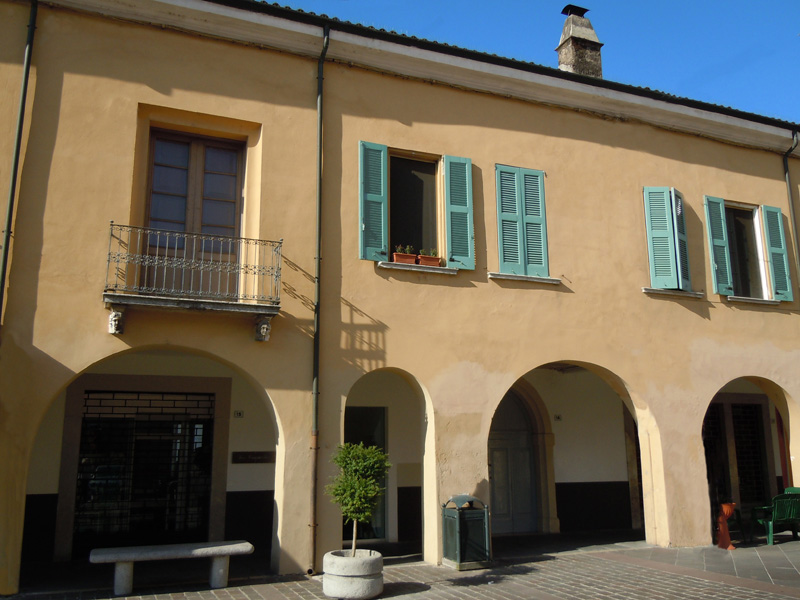
Palazzo Riva con i portici quattrocenteschi
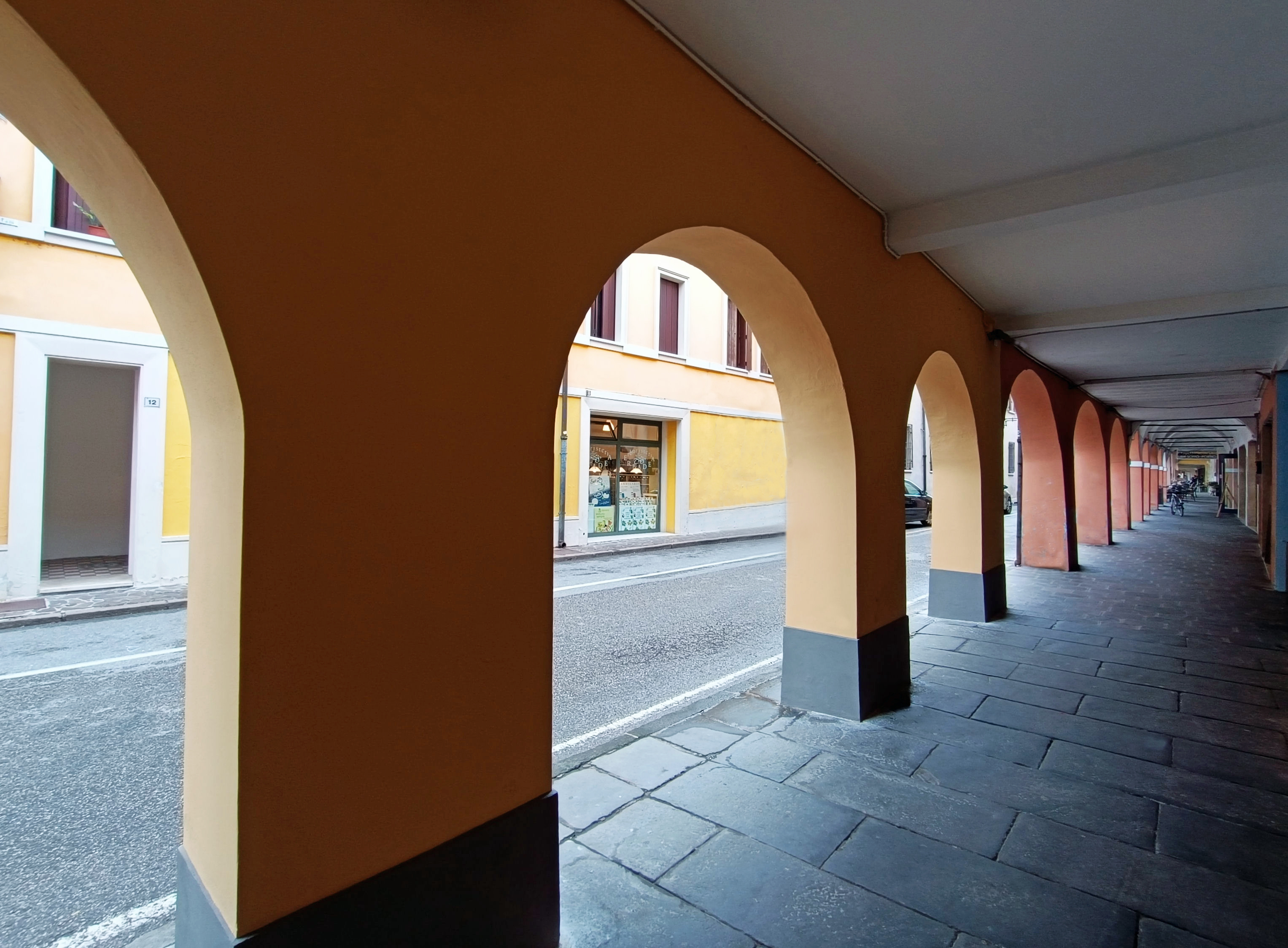
Portici di Castel Goffredo
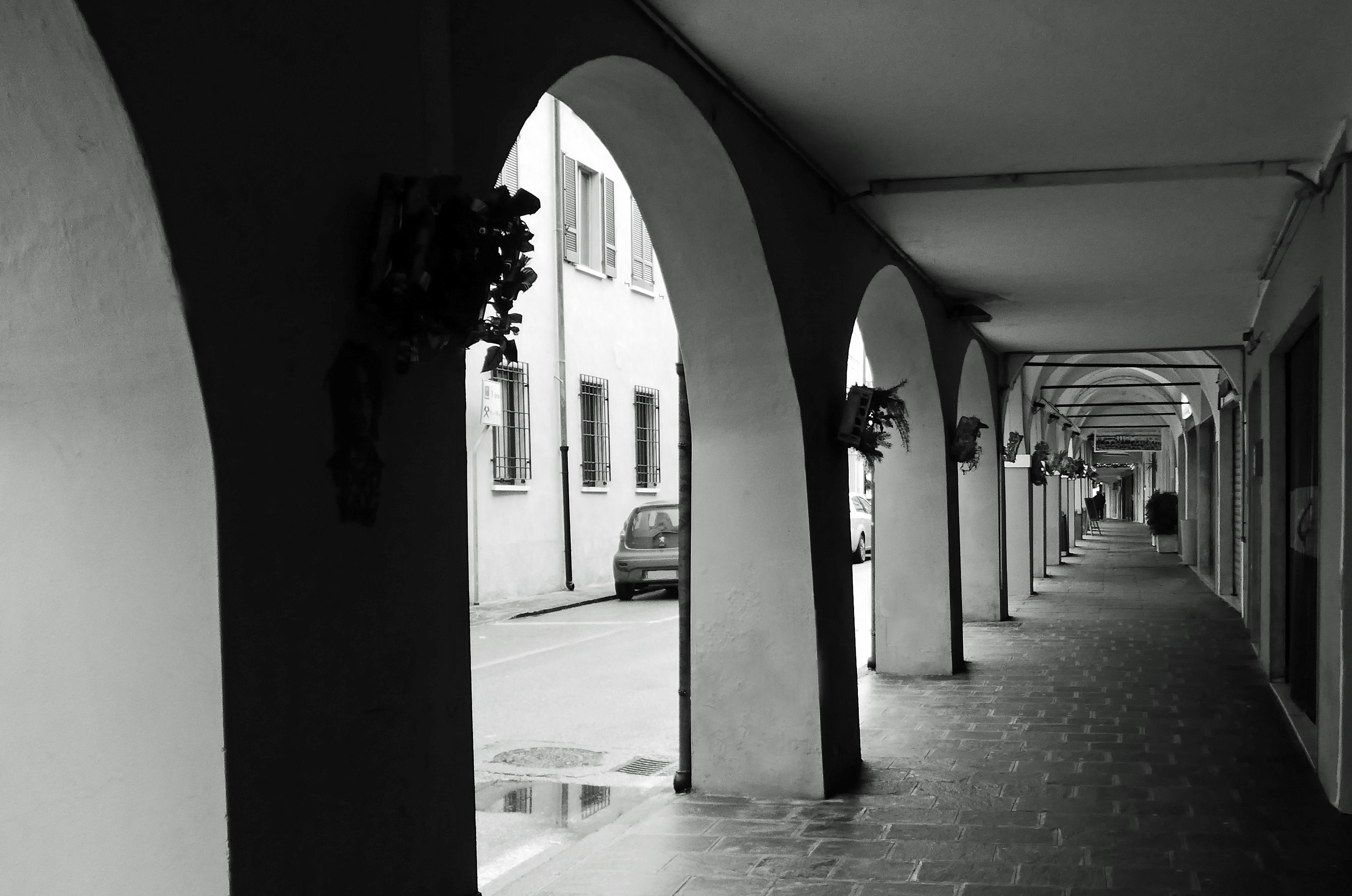
Portici di Castel Goffredo
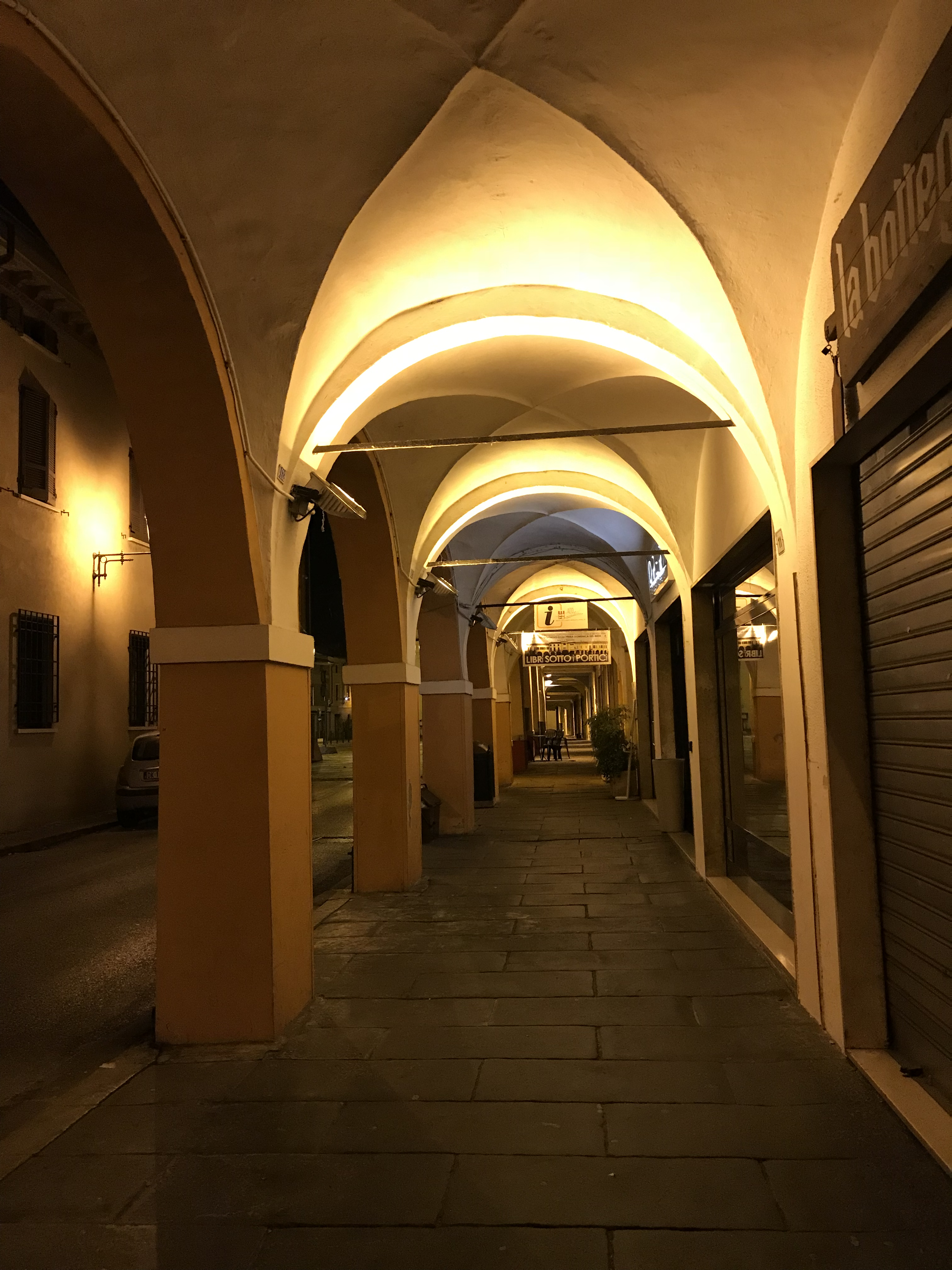
Portici di notte
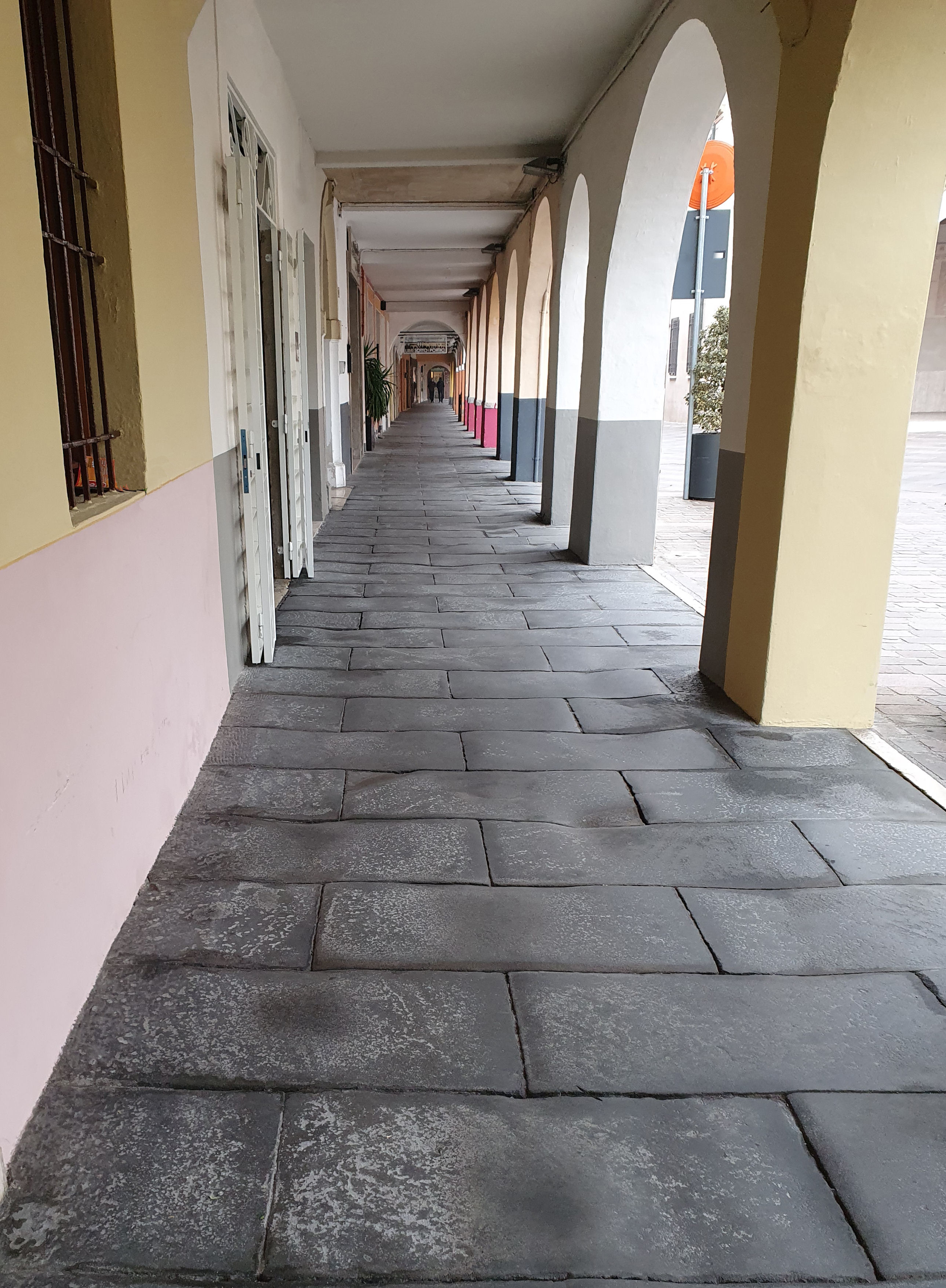
Portici di Castel Goffredo